# Monika Specht-Tomann
Monika Specht-Tomann (* 7. Februar 1950 in Graz) ist eine österreichische Psychologin, Psychotherapeutin und Fachbuchautorin.

## Leben
Aufgewachsen in Graz absolvierte sie nach ihrer Matura 1968 dort eine Ausbildung zur Physiotherapeutin in Wien. Anschließend studierte sie Psychologie, Psychopathologie und Philosophie in Wien, Salzburg und Konstanz.
Sie bildete sich in verschiedenen Verfahren, wie Konzentrativer Bewegungstherapie (Miriam Goldberg), Ausdruckstanz, Entspannungstraining, Supervision, und Klinischer Hypnose nach Milton H. Erickson fort.
Bis 1983 arbeitete sie in Konstanz an der Universität Konstanz in Lehre und Forschung sowie als freie Mitarbeiterin der Familien- und Sexualberatungsstelle Pro Familia in Konstanz.
Anschließend war sie als freie Mitarbeiterin in Einrichtungen der Diözese Graz-Seckau tätig, mit dem Arbeitsschwerpunkt in verschiedenen Bereichen der Erwachsenenbildung.
Ab 1993 ist sie freiberuflich tätig in den Bereichen Hospizarbeit (Beratung- und Begleitung Schwerkranker, Initiierung und Leitung von Krebsgruppen, Einzelbegleitungen und Angehörigenbegleitung), der Entwicklung von Ausbildungscurricula (Hospizgrundausbildungen; Aus- und Weiterbildungscurricula für Humanberufe; Unterrichtscurriculum „Sozialpraktikum“), der Supervision von Hospizteams. Sie arbeitet als Referentin in Ausbildungszusammenhängen von Hospizarbeit, Palliative Care und Schmerzmentoren, als Lektorin an der Karl-Franzens-Universität Graz, der Kirchlichen Pädagogische Hochschule Graz, der Kirchlichen pädagogische Hochschule Wien und IMC Fachhochschule Krems, sowie seit 1998 Sachbuchautorin in den Themenfeldern Hospiz, Sterbe- und Trauerbegleitung und Schmerztherapie.
Monika Specht-Tomann hat vier Kinder und lebt mit ihrer Familie in Graz/Österreich.

## Auszeichnungen
- 2002: Verleihung des Leopold Kunschak Anerkennungspreises für die publizierten Arbeiten zum Thema Sterben, Tod und Trauer
- 2003: Österreichischer Förderpreis für Erwachsenenbildung für das Buch „Erzähl mir dein Leben. Zuhören und Reden in Beratung und Begleitung“

## Werke (Auswahl)

### Publikationen in Buchform
- Monika Specht-Tomann, Doris Tropper, Zeit des Abschieds. Sterbe- und Trauerbegleitung, Düsseldorf 1998, ISBN 3-491-72401-5.
- Monika Specht-Tomann, Doris Tropper, Wir nehmen jetzt Abschied. Kinder und Jugendliche begegnen Sterben und Tod, Düsseldorf 2000, ISBN 3-491-72426-0.
- Monika Specht-Tomann, Doris Tropper, Hilfreiche Gespräche und heilsame Berührungen im Pflegealltag, Berlin, Heidelberg, New York, Barcelona, Hongkong, London, Mailand, Paris, Singapur, Tokio 2000, ISBN 3-540-66848-9.
- Monika Specht-Tomann, Doris Tropper, Zeit zu trauern. Kinder und Erwachsene verstehen und begleiten, Düsseldorf 2001, ISBN 3-491-72441-4.
- Monika Specht-Tomann, Doris Tropper, Wege aus der Trauer, (= Reihe: Was Menschen bewegt) Stuttgart 2001, ISBN 3-7831-1905-7
- Monika Specht-Tomann, Doris Tropper, Zeit des Abschieds. Sterbe- und Trauerbegleitung. Aus der Hospizbewegung, Taschenbuchausgabe, Krummwisch 2001 (Lizenz-Ausgabe), ISBN 3-89875-018-3.
- Monika Specht-Tomann, Doris Tropper, Erzähl mir dein Leben. Zuhören und Reden in Beratung und Begleitung, Düsseldorf, Zürich 2003, ISBN 3-530-40143-9.
- Monika Specht-Tomann, Doris Tropper, Hilfreiche Gespräche und heilsame Berührungen im Pflegealltag, 2., Aufl., Berlin, Heidelberg, New York, Hongkong, London, Mailand, Paris, Tokio 2004, ISBN 3-540-01364-4.
- Monika Specht-Tomann (Autorin). Das Land Steiermark, FA 6C, Jugend, Frauen, Familie und Generationen (Herausgeber), Familienhospizkarenz. Angehörige begleiten. Ein Leitfaden, Graz 2002.
- Monika Specht-Tomann, Andreas Sandner-Kiesling, Schmerz: wie können wir damit umgehen? Düsseldorf, Zürich 2005, ISBN 3-530-40171-4, Vollständige Taschenbuchausgabe Knaur Band 87335 (Mens sana), 2007, (= Knaur, Band 87335, Reihe: Mens sana), ISBN 978-3-426-87335-9.
- Monika Specht-Tomann, Doris Tropper, Zeit des Abschieds. Sterbe- und Trauerbegleitung. Aus der Hospizbewegung (= Bewusster leben), Taschenbuchausg., 2. Aufl. Krummwisch bei Kiel 2005, (= Bewusster leben), ISBN 3-89875-135-X.
- Monika Specht-Tomann, Wenn Kinder Angst haben. Wie wir helfen können, Düsseldorf 2007, ISBN 978-3-491-40106-8.
- Monika Specht-Tomann, Doris Tropper, Hilfreiche Gespräche und heilsame Berührungen im Pflegealltag, 3. Aufl., Heidelberg 2007, ISBN 978-3-540-46773-1.
- Monika Specht-Tomann, Zeit des Abschieds: Sterbe- und Trauerbegleitung, 6. Aufl. Düsseldorf: Patmos 2007, ISBN 978-3-491-72519-5.
- Monika Specht-Tomann, Wenn Kinder traurig sind: wie wir helfen können, Düsseldorf 2008, ISBN 978-3-491-40136-5.
- Monika Specht-Tomann, Biografiearbeit in der Gesundheits-, Kranken- und Altenpflege, Heidelberg 2009, ISBN 978-3-540-88778-2.
- Monika Specht-Tomann, Ich bleibe bei dir bis zuletzt. Hilfestellung für pflegende Angehörige, Freiburg/Breisgau. 2009, ISBN 978-3-7831-3335-6.
- Monika Specht-Tomann, Doris Tropper, Zeit des Abschieds. Sterbe- und Trauerbegleitung, 7. Aufl. Ostfildern 2010, ISBN 978-3-491-72519-5.
- Monika Specht-Tomann, Doris Tropper, Wir nehmen jetzt Abschied. Kinder und Jugendliche begegnen Sterben und Tod, Ostfildern 2011, ISBN 978-3-8436-0006-4.
- Monika Specht-Tomann, Wenn Kinder Angst haben. Wie wir helfen können, 2. Aufl. Ostfildern 2011, ISBN 978-3-8436-0058-3.
- Monika Specht-Tomann, Doris Tropper, Hilfreiche Gespräche und heilsame Berührungen im Pflegealltag (= Springer Medizin) 4., überarb. Aufl., Heidelberg 2011, (zugleich: Online-Ausgabe Hilfreiche Gespräche und heilsame Berührungen im Pflegealltag) ISBN 978-3-642-20892-8.
- Monika Specht-Tomann, Doris Tropper: Bis zuletzt an deiner Seite. Begleitung und Pflege schwerkranker und sterbender Menschen. 7. Auflage. mvg, München 2019, ISBN 978-3-636-07243-6.

### Tonträger
- Walter Mathes (Erzähler), Emi Elfriede Scharf, Lilli Eva Mayer, Emi Elfriede Scharf (Autorin). Mariann Unterluggauer (Regie), Monika Specht-Tomann (Psychologische Aufbereitung), Emi und der Drache mit den Schmetterlingsflügeln: Ein Hörspiel für Kinder und alle, die Kinder in Trauersituationen einfühlsam begleiten wollen (Tonträger), Gleisdorf 2009, (CD und Booklet) ISBN 978-3-9502696-0-4.
- Ungeheuer wilde Traudi [Tonträger]: Ein Hörspiel für mutige Kinder und alle, die ihre eigenen Kräfte entdecken wollen! / Elfriede Scharf (Autorin der Geschichte), Kuddel-Muddel-Theater, Traudi Susanne Weber, Paula Florinda Fürst, Barbara Baumgartner, Florian Haring, Monika Specht-Tomann (Psychologische Aufbereitung), Gleisdorf 2010 (CD und + Booklet), ISBN 978-3-9502696-1-1